# (8353) Megryan
(8353) Megryan est un astéroïde de la ceinture principale.

## Description
(8353) Megryan est un astéroïde de la ceinture principale. Il fut découvert le 3 avril 1989 à La Silla par Eric Walter Elst. Il fut nommé en honneur de Meg Ryan, actrice américaine. Il présente une orbite caractérisée par un demi-grand axe de 2,94 UA, une excentricité de 0,06 et une inclinaison de 1,1° par rapport à l'écliptique.

## Compléments